# Coelogyne huettneriana
Coelogyne huettneriana é uma espécie de orquídea epífita, família Orchidaceae, originária da Indochina.